# Iška (rzeka)
Iška – rzeka w centralnej części Słowenii, prawy dopływ Ljubljanicy. Ma długość 31 km i powierzchnię zlewni wynoszącą 86 km².

## Przebieg
Rzeka Iška to ciek o średnim przepływie około 2 m³/s (stany wodowskazowe Iška i Iški vas). Stosunek niskiego do wysokiego poziomu wody jest bardzo wysoki i wynosi około 1:120. Wahania poziomu wody mają charakter sezonowy. Najniższe przepływy na Išce występują zazwyczaj w lipcu i sierpniu, a najwyższe wiosną i jesienią, z powodu topnienia śniegu lub ulewnych opadów. Jako ciek rwący, Iška w przeszłości często zmieniała swoje koryto, ale obecnie jej koryto jest uregulowane. Na poszczególnych odcinkach między Iškim Vintgarem a Črnym Vasem rzeka jest silnie zanurzona. Dorzecze Iški jest asymetryczne ze względu na zróżnicowany skład skalny. Podczas gdy prawe dopływy są nieliczne i bardzo krótkie, Iška łączy się z lewej strony ze znacznie dłuższymi dopływami Opečnik, Črni Potok i Zala. Skład skał na lewym i prawym brzegu różni się tym, że we wschodniej części płaskowyżu Bloka występują skały mniej przepuszczalne, głównie dolomitowe, a na prawym brzegu rzeki – bardziej krasowe wapienne.
Iška ma kilka źródeł, a główne odnogi Iški i Zali (ujście w pobliżu Krvavej Pči) biorą swój początek pod wschodnią częścią płaskowyżu Notranjska, skąd wypływa również większość pozostałych rzek Notranja. W swoim źródle Iška zbiera wody z potoku Žmucov, Lašček, Malenc i Ločica.
Od dolnej części osady rzeka zmienia swój charakter z małego potoku górskiego na rzekę o szerokiej dolinie. Rzeka przepływa miejscowość o tej samej nazwie, przecinając go pół. Rzeka w Strahomerze skręca na zachód, aby potem ponownie skręcić na północ. Kilkanaście kilometrów dalej rzeka płynie prostą linią, aby ostatecznie wpaść do rzeki Ljubljanicy w osadzie Črna vas (niedaleko miasta Lublana).
Podczas wrześniowych powodzi w 2010 roku zanikła w części dolina między Išką vas a Strahomerem w nocy z 20 na 21 września; utworzyła się głęboka rozpadlina, do której wpłynęła rzeka.